# BBMak
A BBMak egy angol popegyüttes volt. A név a három tag nevének kezdőbetűiből (Barry, Burns, McNally) ered. A 4 éves pályafutásuk alatt közel 3 millió albumot adtak el és 6 alkalommal szerepeltek a világ Top 10-es slágerlistáiban.

## Karrier

### Sooner or Later
1999-ben az együttes a Back Here című számukkal debütált, amely nagyon hamar a Top 40-es slágerlistán landolt (Londonban játszódik a később elkészült videóklip; olyan helyeken, mint például: Tube, London Eye vagy a King's Cross). 2000-ben aztán kiadták első önálló albumukat Sooner or Later címen, amelyből nagyon hamar több mint 1 millió példány fogyott. Rövid idő alatt az Egyesült Királyság-beli lista 5. és az amerikai ranglista 1. helyén találhattuk meg. Az együttes következő dala, a Still on Your Side már csak a 8. illetve az 54. helyezéseket érte el. 2000 szilveszterén a New York-i Times Square-en az MTV által tartott óévbúcsúztató koncertre is meghívást kaptak a srácok. 2001-ben megjelent egy DVD Sooner or Later: Our First Year in America címmel és a Ghost of You And Me című szerzeményükkel, amelyik az amerikai lista 8. helyén startolt.

### Betétdalok
Az együttes több slágerét választották különböző betétdaloknak; ezek:
- Miss You More: Neveletlen Hercegnő
- Don't Look Down: On The Line
- Out of Reach: Lizzie McGuire (2. évad)
- Do You Believe in Magic: Pán Péter – Visszatérés Sohaországba
- Always Know Where You Are: Kincses Bolygó

### Into Your Head
2002 augusztusában előrukkoltak a második, Into Your Head nevet viselő albumukkal, amely nagyon hamar a Billboard 200-as listán a 25. helyre került. Az album címadó dala először az 56., majd a 23. helyen landolt, alig pár hónap leforgása alatt. 2003-ban kiadták a következő, Starting Into Space című számukat.

## Szólókarrier
Miután az Into Your Head c. albumukból a várthoz képest váratlanul kevés fogyott, 2003-ban az együttes felbomlott, ám a tagok mindegyike szóló pályára indult.
- McNally elkezdett dalokat írni, majd együttest is alapított The Bleach Works néven.
- Mark új Soul/Funk zenekart alapított Fresnóban.
- Christian szólókarrierbe kezdett.

## Tagok
- Mark Berry (1978. október 26., Manchester,  Anglia): ének
- Christian Burns (1974. január 18., Liverpool,  Anglia): ének, akusztikus gitár
- Stephen McNally (1978. július 4., Liverpool,  Anglia): ének, elektromos gitár

## Diszkográfia

### Albumok
- Sooner or Later (aranylemez) (2000)
- Into Your Head (2002)

### Dalok
- Back Here (2000)
- Still on Your Side (2001)
- Ghost of You And Me (2001)
- Love is Leaving (2001)
- Out of My Heart (2002)
- Starting into Space (2003)

### DVD-k
- Music in High Places: Live In Vietnam (2001)
- Sooner Or Later: Our First Year in America (2001)
- Out Of My Heart (Into Your Head) (2002)